# Studienhaus Düsseldorf
Das Studienhaus Düsseldorf war ein Gebäude im Düsseldorfer Stadtteil Unterbilk. Es wurde 1964 bis 1967 nach den Plänen des Architekten Bernhard Pfau errichtet. Ziel war es, verschiedene, über die Stadt verteilte Bildungseinrichtungen an einem zentralen Ort zu vereinigen. 1969 wurde es vom Bund Deutscher Architekten ausgezeichnet und 1990 unter Denkmalschutz gestellt. Zwischen Dezember 1996 und März 1997 wurde es im Zusammenhang mit der verkehrlichen und städtebaulichen Neuordnung des umliegenden Gebietes abgerissen.

## Baubeschreibung
Das Studienhaus stand am Fürstenwall 5, am südlichen Rand der Düsseldorfer Innenstadt, unweit des Rheins, in der Nähe zum Hafen. Unter Ausnutzung der prominenten Lage des zugewiesenen Grundstücks gelang es Bernhard Pfau, die geforderten Funktionen in einem zeichenhaften Gebäude zusammenzufassen. Der ausgeführte Entwurf bestand aus zwei miteinander verbundenen Gebäudeteilen: einer schmalen, etwa 40 m hohen und 9 m breiten Hochhausscheibe mit zwölf Geschossen und einem vorgelagerten, eingeschossigen polygonalen Flachbau. Die kompositorische Gliederung spiegelte die funktionale Organisation des Gebäudes wider: Dem oktogonalen Flachbau waren drei unterschiedlich große Hörsäle einbeschrieben. Ein außenliegender, voll verglaster Wandelgang verband die Hörsäle mit dem Foyer und der Cafeteria samt Terrasse im Erdgeschoss des Hochhauses. Dadurch ergab sich im Erdgeschoss ein öffentlicher Bereich, der unabhängig vom Rest des Gebäudes genutzt werden konnte. Die Obergeschosse der Hochhausscheibe nahmen die Unterrichtsräume sowie eine Bibliothek auf. Im gemeinsamen Untergeschoss befanden sich Tiefgarage und Werkstätten.
Die Hochhausscheibe war Nord-Süd-orientiert und stand senkrecht zum Fluss. Sie bildete somit einen stadträumlichen Abschluss des Düsseldorfer Rheinufers im Süden; gleichzeitig markierte sie von Süden gesehen den Stadteingang entlang der Rheinuferstraße. An ihrer Nordseite kragte über die komplette Höhe ein Glaskörper aus der eigentlichen, massiven Scheibe aus. Dieser nahm die Erschließungsflure des einbündig organisierten Gebäudes auf und öffnete es mittels einer differenziert gestalteten Vorhangfassade zur Stadt und zum Fluss. Diese erlaubte einerseits den Benutzern einen Panoramablick über die Stadt, andererseits garantierte die Lichtdurchlässigkeit dem Studienhaus abends, zu seiner Hauptnutzungszeit, eine weithin sichtbare Präsenz in der Stadt.
Nicht zuletzt durch die Ausbildung als Hochhaus verankerte Pfau die öffentliche Institution (Volkshochschule) selbstbewusst in der Skyline und damit im Bewusstsein der Stadt. Es ergänzte – gleichsam antithetisch – die von Verwaltungshochhäusern der Stahlkonzerne (Mannesmann, Architekt: Schneider-Esleben, 1956–58, und Thyssen, Architekten: Hentrich, Petschnigg & Partner, 1955–60) geprägte Nachkriegs-Silhouette am Rhein.

## Situation heute

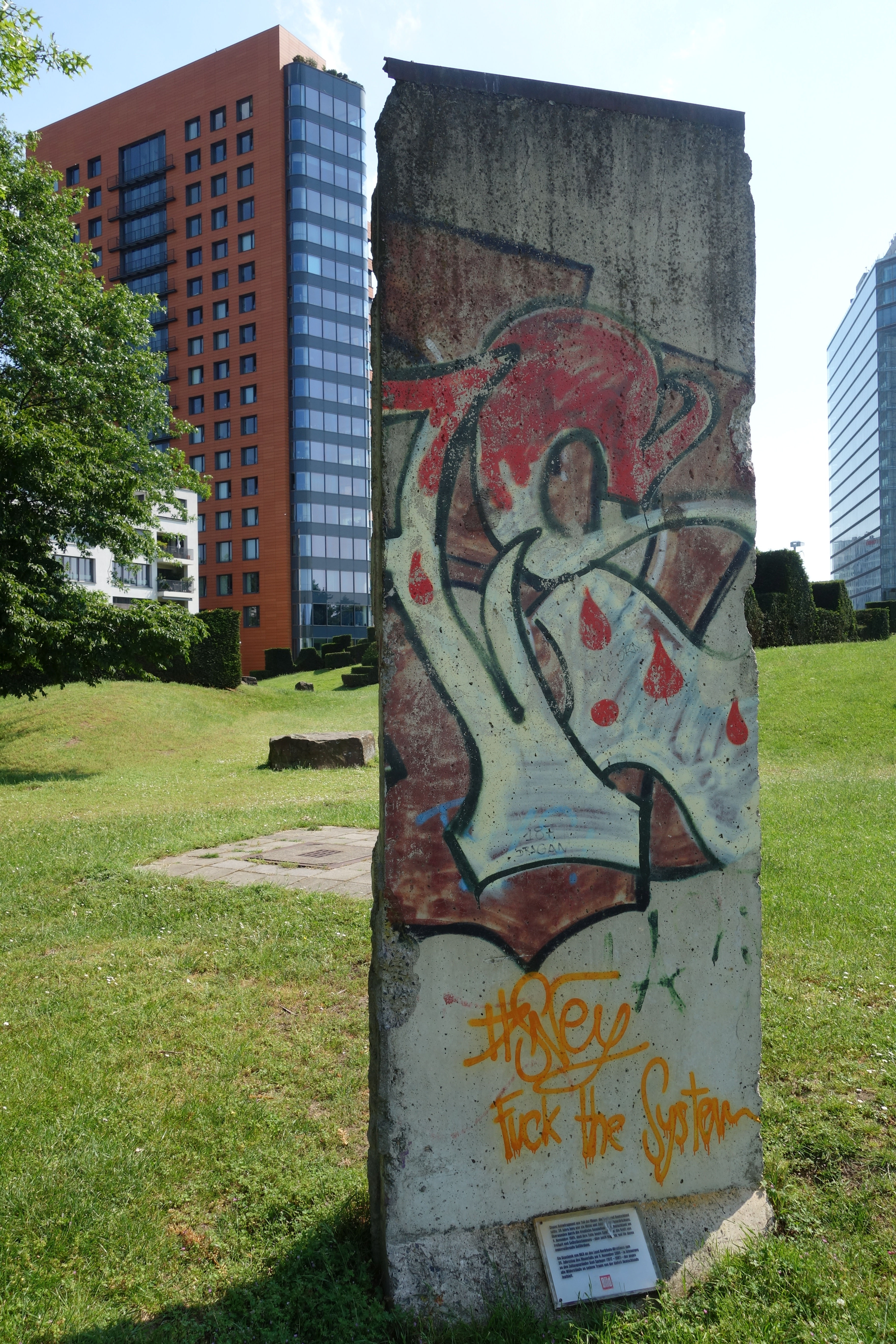
Bürgerpark. Im Hintergrund links der ehemalige Standort des Studienhauses (2019)

Bereits Ende der 1980er Jahre, nach dem Auszug des ursprünglichen Nutzers, der Volkshochschule, wurde im Zusammenhang mit der Neuordnung des umliegenden Gebietes (neuer Landtag, Umbau des Hafens, Tieflegung Rheinuferstraße) der Abriss des Studienhauses diskutiert. Trotzdem konnte 1990 der Eintrag in die Denkmalliste erreicht werden.
Mit der Fertigstellung des sogenannten „Stadttor“-Hochhauses (Architekt: Petzinka+Pink, 1992–98) und der Einrichtung eines neuen Parks begann die zweite Phase der Umgestaltung zwischen Landtag, Hafen und Stadttor-Hochhaus. Im Rahmen dieser Planung wurde das Studiengebäude nach dem Auszug des letzten Zwischenmieters im Winter 1996/97 trotz heftiger Proteste abgerissen, obwohl es mehrere Interessenten für eine Nachnutzung gegeben hatte.
Für die Neuordnung des Geländes wurde ein Wettbewerb ausgeschrieben, aus dem das Büro Döring, Dahmen, Joeressen als Sieger hervorging. Der Entwurf enthält an der ungefähren Stelle, an der ehedem das Studienhaus stand, eine (Wohn-)Hochhausscheibe, ausdrücklich verstanden als „Hommage“ an das Studienhaus von Bernhard Pfau.
Zwar war die Stadt bereit, ein denkmalgeschütztes und voll funktionstüchtiges, öffentliches Gebäude abzureißen, um der gewünschten Neuplanung Platz zu machen, ohne aber zum Beispiel das Land überzeugen zu können, den Landtagskindergarten zu verlegen, dessen eingeschossiger Flachbau nun weiterhin eine Ecke des Neubau-Areals besetzt. Auch ein existierendes Parkhaus gegenüber dem neuen Landtag konnte nicht abgerissen werden, da sich der Besitzer weigerte. Somit bleibt die Neuplanung des Geländes bis heute unabgeschlossen und fragmentarisch.